# Henrik Atterström

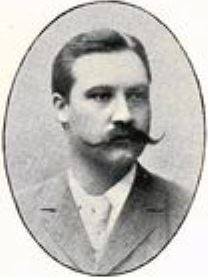
Henrik Atterström.

Henrik Atterström, född 25 mars 1863 i Ransäters församling, Värmlands län, död 24 juli 1903 i Lysekil, var en svensk läkare.
Atterström blev student vid Uppsala universitet 1883, medicine kandidat 1889 och medicine licentiat 1893. Han var extra provinsialläkare i Ljusne distrikt i Gävleborgs län 1894–1900 och i Jörns distrikt i Västerbottens län från 1900. Han var även järnvägsläkare på linjen Bastuträsk–Långträsk från 1900 till sin död. 
Under Atterströms tid i Ljusne inköpte Walther och Wilhelmina von Hallwyl en bostad i Mörsil i Jämtland, vilken ombyggdes till sanatoriet "Hälsan". Därigenom upptogs en intensiv kamp mot den vid denna tid i Ljusne svårt härjande tuberkulosen. Atterström uppges ha varit samvetsgrann läkare, som överallt där han verkade, vann allmänhetens aktning och förtroende.